# Anthoceros tigrinus
Anthoceros tigrinus là một loài rêu trong họ Anthocerotaceae. Loài này được Gola mô tả khoa học đầu tiên năm 1914.